# Cyaniris ussuna
Cyaniris ussuna är en fjärilsart som beskrevs av Gr.-gr. Cyaniris ussuna ingår i släktet Cyaniris och familjen juvelvingar. Inga underarter finns listade i Catalogue of Life.